# Ревенко, Николай Мусеевич
Николай Мусеевич Ревенко (6 ноября 1937, село Речки, Белопольский район, Сумская область) — советский и украинский политик. Депутат Верховного Совета УССР 10-11-го созывов (1980—1990), народный депутат Украины 1-го созыва (1990—1994), депутат Черновицкого областного совета, 2-й секретарь Черновицкого областного комитета КПУ. Кандидат экономических наук.

## Биография
Родился в семье колхозников. В 1955 году окончил местную среднюю школу.
С 1955 года работал разнорабочим в колхозе имени Кирова Белопольского района Сумской области. С 1956 года служил в Военно-Морском флоте СССР.
Член КПСС с 1959 года.
После военной службы в 1959 году поступил учиться и в 1964 году окончил с отличием Мелитопольский институт механизации сельского хозяйства Запорожской области.
В 1964—1966 годах — главный инженер-механик Вижницкого районного производственного управления сельского хозяйства Черновицкой области.
С 1966 года занимал ответственные должности в Черновицком обкоме Компартии Украины. В 1966—1970 годах — инструктор, в 1970—1973 годах — заместитель заведующего, в январе 1973—1979 годах — заведующий сельскохозяйственным отделом Черновицкого областного комитета КПУ.
С 1978 года учился в заочной аспирантуре Академии общественных наук при ЦК КПСС.
В 1979—1991 годах — 2-й секретарь Черновицкого областного комитета КПУ. Занимался вопросами сельского хозяйства, транспорта, строительства.
В 1983 году защитил кандидатскую диссертацию «Влияние межхозяйственной кооперации и агропромышленной интеграции на развитие колхозно-кооперативной собственности» в Академии общественных наук при ЦК КПСС.
В 1983—1984 годах участвовал в афганской войне. Работал в Афганистане советником ЦК КПСС при ЦК НДП Афганистана в городе Кабуле.
4.03.1990 года избран народным депутатом Украины, 1-й тур, 57,51 % голосов, 2 претендента. Входил в группы «Аграрии», «За социальную справедливость». Заместитель Председателя Комиссии ВР Украины по вопросам агропромышленного комплекса.
В 1994—1997 годах — руководитель торгово-экономической миссии при посольстве Украины в Республике Молдова.
Потом — на пенсии в городе Киеве.
Кандидат экономических наук, автор двух научных монографий: «Трансформация отношений собственности в сельском хозяйстве Украины» и «Собственность и аграрная реформа», а также ряда статей, в том числе и о родном селе Реки . Работал в институте аграрной экономики Украинской аграрной академии наук.

## Награды
- орден Трудового Красного Знамени
- орден Дружбы народов
- орден «Знак Почёта»
- две медали
- орден «Красное Знамя» Демократической Республики Афганистан
- три медали Демократической Республики Афганистан
- Почетная грамота Президиума Верховного Совета Украинской ССР